# 訃報 1986年3月
訃報 1986年3月（ふほう 1986ねん3がつ）では、1986年（昭和61年）3月中に物故した、又は物故が報じられた人物についてまとめる。

## （1日 - 15日）
- 3月3日 - ドン・A・ダックウェル、プロダクション・マネージャー（* 1916年）
- 3月4日 - リチャード・マニュエル、ミュージシャン、ザ・バンドのメンバー（* 1943年）
- 3月5日 - ジョージ・ネルソン、建築家（* 1908年）
- 3月6日 - ジョージア・オキーフ、画家（* 1887年）
- 3月9日 - 小野清一郎、法学者（* 1891年）
- 3月10日 - 安井謙、第13代参議院議長・第4代自治大臣（* 1911年）
- 3月10日 - レイ・ミランド、俳優（* 1907年）
- 3月11日 - サニー・テリー、アメリカ合衆国のブルース歌手、ハーモニカ奏者（+ 1986年）

## （16日 - 31日）
- 3月17日 - 井関尚栄、法医学者（* 1911年）
- 3月19日 - 坪内士行、坪内ミキ子の父、演劇評論家・早稲田大学教授（* 1887年）
- 3月22日 - 山西由之、TBS代表取締役社長（* 1922年）
- 3月25日 - 増田卓、元大映スターズ所属のプロ野球選手（* 1921年）
- 3月26日 - 大久保謙、三菱電機代表取締役社長・日本電機工業会会長・日本兵器工業会会長・日本電子機械工業会会長（* 1899年）
- 3月26日 - 原弘、グラフィックデザイナー（* 1903年）
- 3月27日 - 池田正之輔、第9代科学技術庁長官・社団法人内外事情研究所理事長（* 1898年）
- 3月30日 - 遠藤康子、女優（* 1968年）
- 3月30日 - 川又克二、日産自動車代表取締役会長・日本自動車工業会初代会長（* 1905年）
- 3月30日 - 鈴木龍二、元セントラル・リーグ会長（* 1896年）
- 3月30日 - ジェームズ・キャグニー、俳優（* 1899年）